# ケープ・カイロ鉄道

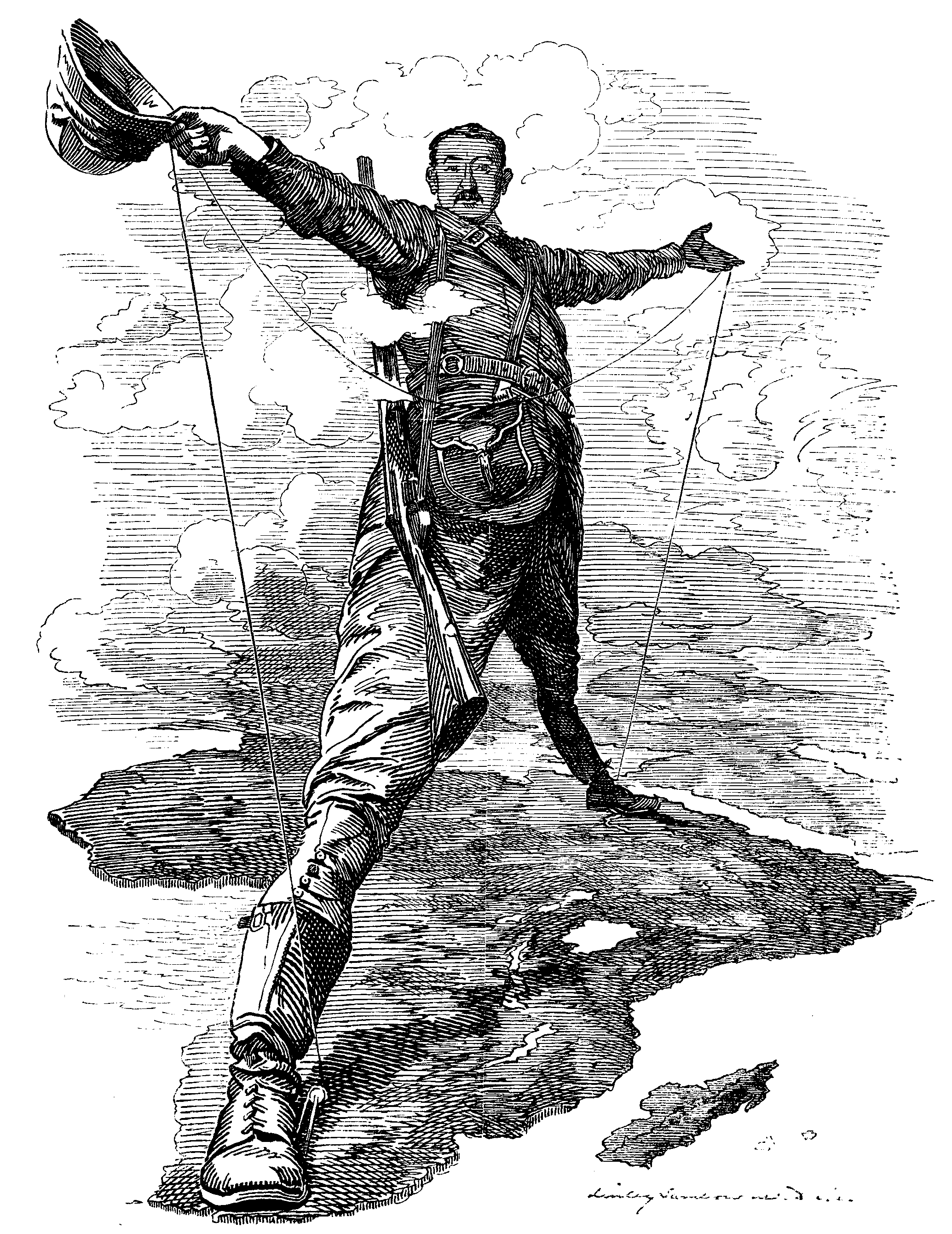
ケープタウンからカイロへ鉄道用の電線を敷設するセシル・ローズ。ローズの名前とロドス島の巨像を引っ掛けた諷刺画

路線計画

ケープ・カイロ鉄道(ケープ・カイロてつどう、Cape to Cairo Railway)はアフリカを南北に縦断する未完成の鉄道路線である。この鉄道の計画は19世紀末の植民地支配の時代に起源があり、南北に連なるイギリス帝国の植民地を南はケープタウン（ケープ植民地、現南アフリカ）から北はカイロ（エジプト）まで結ぼうというセシル・ローズの構想に基づいている。現在までに計画の半分以上が開通しているが、スーダンとウガンダの領内に大きな未開通部分を残している。

## 歴史
ケープ・カイロ鉄道はイギリスのアフリカにおける植民地政策と密接に関連している。セシル・ローズは南部アフリカでイギリスの植民地を拡大し経営していたが、やがて大陸を英国領の「赤い線」で南北に貫くことを構想した。鉄道は領土の統治や軍の移動、入植者の輸送・交易などに用いられ、この構想の重要な要素であった。実現すれば地中海沿岸諸国やヨーロッパとアフリカのサハラ以南との貿易が促進されると見られた。
鉄道建設を妨げたのは長大な距離や変化に富んだ地形・気候ばかりではなく、政治的な障害もあった。19世紀には他のヨーロッパ列強もそれぞれアフリカにおける権益を拡大しようとしており、イギリスと対立していた。フランスは西アフリカからジブチまで東西に植民地を連結しようと試みていたが、ファショダ事件でイギリスはフランスから譲歩を勝ち取った。ポルトガルもバラ色地図でアンゴラとモザンビークを東西に結ぼうとしたが断念した。東アフリカではドイツ領東アフリカによってイギリス植民地は分断されていた。また南アフリカでは2度にわたるボーア戦争が起こり、その平定のためにイギリスは当初の想定を大きく上回る犠牲を強いられることになる。
第一次世界大戦でドイツが敗北した1918年以降、旧ドイツ領東アフリカのうちタンガニーカがイギリスの委任統治領となったことから、もはや鉄道建設を阻む政治的障害は存在しなくなった。しかし、大戦で消耗したイギリス本国の財政的な理由によって鉄道の建設は進まなかった。そして第二次世界大戦後はアフリカ諸国の独立による植民地時代の終焉により、イギリスにとっては鉄道建設の意義自体が失われた。
21世紀に入り、ケープ・カイロ鉄道に近い構想は復活しており、かつてイギリスを阻んだ旧ドイツ領東アフリカと南部アフリカを結んだタンザン鉄道を建設していた中華人民共和国はケニアのモンバサからナイロビをまず結び（モンバサ・ナイロビ標準軌鉄道）、ウガンダ、ルワンダ、ブルンジ、南スーダンまで縦断する東アフリカ鉄道マスタープランで東アフリカ諸国と2014年5月に合意した。この計画はさらにコンゴ民主共和国やエチオピアに延伸するとされ（中国はベンゲラ鉄道、ジブチ・エチオピア鉄道などでかつてポルトガルとフランスが失敗した大陸横断鉄道を建設するかのような動きも行っている）、これに対して帝国主義的な19世紀の構想であるケープ・カイロ鉄道の経済効果と必要性を疑問視する見方も出ている。

## 現在の路線

### 北部
エジプト初の鉄道は1856年に開業したアレクサンドリア-カイロ間である。現在では南はアスワンにまで達している。エジプトでの軌間は1435mm（標準軌）である。アスワンから南はナイル川の鉄道連絡船によりスーダンの最北端の町ワジハルファに至る。ワジハルファからスーダンの首都ハルツームまでは軌間1067mm（狭軌）の鉄道で結ばれている。これはマフディーの乱の制圧後、1897年からホレイショ・キッチナーの主導で建設された鉄道網の一部である。ハルツームから南はワーウ（南スーダン）まで鉄道が通じており、スーダンの鉄道網は国営スーダン鉄道により運営されているが、内戦とその後の政治的混乱により当地の設備は荒廃した状態にある。中国の支援でハルツームからポートスーダンまでの鉄道は近代化されている。

### ウガンダ鉄道

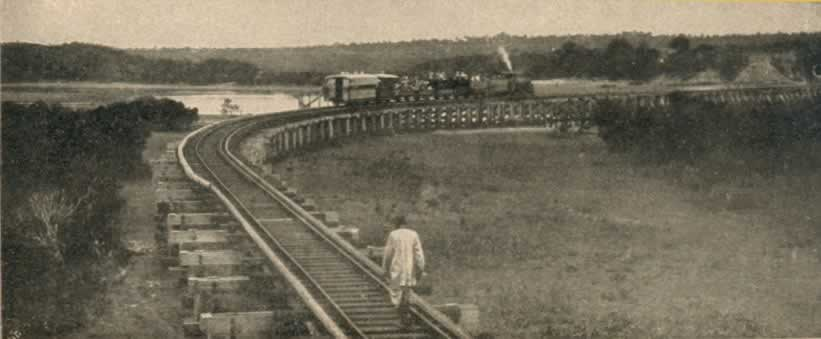
ウガンダ鉄道。1899年モンバサ付近

東アフリカの鉄道の軌間は1000mmの狭軌であり、インド洋の港から内陸を目指すようにイギリス領（現ケニア、ウガンダ）とドイツ領（タンガニーカ）のそれぞれで並行して進められた。後にこれらの路線は一つに結ばれ、ウガンダのヴィクトリア湖畔の都市カンパラからケニアのモンバサ、あるいはタンザニアのダルエスサラームまで繋がっている。
これらの鉄道は旧イギリス領の鉄道を経営していたウガンダ鉄道を引き継いだ東アフリカ鉄道によって運営されていたが、1977年の東アフリカ共同体解散後は国ごとの国有鉄道に分かれた。

### タンザン鉄道
タンザニアのダルエスサラームからザンビアのカピリ・ムポシまでの1860kmはタンザン鉄道によって結ばれている。軌間はスーダンや南部アフリカと共通の1067mmで、東アフリカ（タンザニア自身を含む）の他の鉄道とは異なる。これは1976年に中国の援助で開通したものである。
この鉄道の目的は本来、ザンビアの鉱産資源を白人支配下にあった南アフリカやローデシア（現ジンバブエ）、当時ポルトガル領だったモザンビークを経由することなくインド洋の港まで運ぶことであり、ケープ・カイロ鉄道の構想とは無関係である。しかし結果的には、これによって東アフリカと南部アフリカの鉄道網は一つに結ばれた。

### 南部

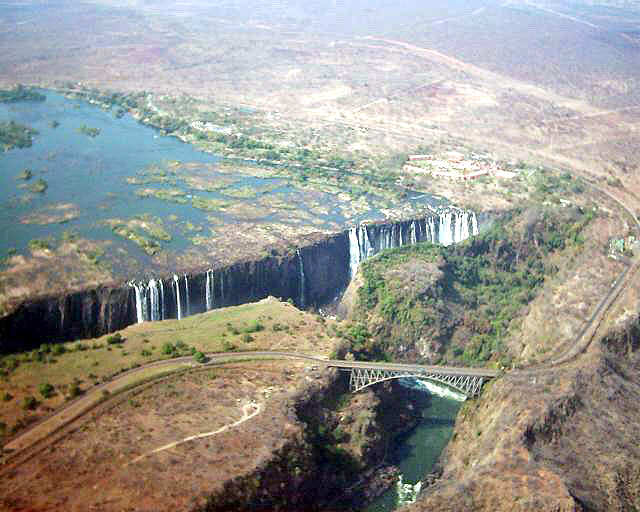
ヴィクトリアフォールズ橋

ケープ・カイロ鉄道の南部は第一次世界大戦前にイギリス統治下で完成しており、現在は各国（南アフリカ、ボツワナ及びジンバブエ）の国有鉄道によって運営されている。この部分の軌間は1067mm（ケープ軌間）である。
建設はケープタウンから始まり、キンバリーを経由してボツワナに入り、鉄道網の結節点であるジンバブエ第2の都市ブラワヨに至る。さらに北に進みザンビアとの国境のザンベジ川を1905年に完成したヴィクトリアフォールズ橋で渡り、カピリムポシでタンザン鉄道と接続しており、この経路を通る世界最高級の豪華列車を謳うロボスレイルの国際列車「プライド・オブ・アフリカ」は2年に1度カイロまで船舶などを利用して運行されている。

### 南中央部
南スーダンから分岐してコンゴ民主共和国を通りザンビアのカピリ・ムポシに至る路線の内、コンゴ民主共和国のキンドゥ、カバロ、カミナ、テンケ、ルブンバシ、サカニア、ザンビアのンドラ、カピリ・ムポシまでが結ばれている。